# Violet Wegner
Violet Emily Wegner, contessa d'Usseaux e principessa Ljubica del Montenegro (Londra, 26 gennaio 1887 – Monte Carlo, 17 ottobre 1960), è stata un'attrice e cantante britannica.

## Biografia
Era figlia di un ispettore del dipartimento di estradizione di Scotland Yard, William T. Wegner, e di Arabella Eliza nata Darby, che risiedeva in un distretto di Londra chiamato Tulse Hill. Violet fece carriera nelle sale da musica dall'età di 15 anni e divenne nota come "l'idolo di Berlino".
Nel 1912 Violet sposò il suo primo marito, il conte Sergio Francesco Enrico Maria Brunetta d'Usseaux (nato il 3 marzo 1885, Torino), a Londra. I genitori di Sergio erano il conte Eugenio Brunetta d'Usseaux e la contessa russa Katarina Zeiffart. Eugenio, segretario generale del Comitato Olimpico che amministrava le Olimpiadi di Londra del 1908, morì nel 1919 in circostanze misteriose. Anche il destino di Sergio è sconosciuto, anche se si suggerisce che potrebbe aver cercato di accertare le circostanze della morte del padre dopo la Rivoluzione d'ottobre.
Violet godette di un certo successo come artista di music hall e si esibì in numerose produzioni in Inghilterra e nel continente europeo. Durante un viaggio in Italia nel 1918, Violet incontrò il principe Pietro di Montenegro, il figlio più giovane del re esiliato Nicola I di Montenegro. Violet era accompagnata da sua madre Arabella, che fu cauta nel permettere che il matrimonio procedesse per questioni economiche, consigliando di ritardare le nozze fino a quando il nuovo governo jugoslavo non avesse assegnato i soldi rivendicati dal principe per la confisca dei beni della sua famiglia in Montenegro. Violet tuttavia sposò Pierre a Parigi nell'aprile 1924, prima che venisse stipulato un accordo. Dopo il suo matrimonio, Violet si convertì alla fede ortodossa e divenne Sua Altezza Reale la principessa Ljubica del Montenegro e quindi cognata della Regina Elena d'Italia, così come di una miriade di altri principi e re europei tramite i fratelli di suo marito.
Violet e Pierre continuarono a vivere nel continente, in particolare a Monte Carlo, dove frequentavano regolarmente il Casinò. Una volta sposata, Violet rinunciò alla sua carriera artistica. Violet comunque non dimenticò la sua precedente professione e coloro che "avevano calcato le scene". In particolare, l'unica ghirlanda inviata da qualsiasi membro di una famiglia reale al funerale della celebre Lillie Langtry a Jersey il 23 febbraio 1929 fu inviata dal principe e dalla principessa Pierre del Montenegro. Il principe Pierre morì nel 1932 in un sanatorio a Merano, in Italia, all'età di 42 anni, mentre Violet morì nel 1960 a Monte Carlo.